# Dammtjärnen (Hällefors socken, Västmanland)
Dammtjärnen är en sjö i Hällefors kommun i Västmanland och ingår i Göta älvs huvudavrinningsområde. Sjön är 13,5 meter djup, har en yta på 0,024 kvadratkilometer och är belägen 200 meter över havet.